# Sarmat
RS-28 Sarmat (rusko: РС-28 Сармат, na zahodu imenovana "Satan II") je ruska supertežka medcelinska balistična raketa (MBR) na tekoče gorivo z jedrskimi konicami, ki jo od leta 2009 proizvaja Državni raketni center Makejeva. Poimenovana je po Sarmatih. Namenjena je za zamenjavo težke medcelinske balistične rakete R-36M Vojevoda v Strateških raketnih silah Ruske federacije.
Sarmat je eno od šestih novih ruskih strateških orožij, ki jih je razkril ruski predsednik Vladimir Putin 1. marca 2018. Prvi polet MBR RS-28 Sarmat je bil 20. aprila 2022 in ruska vlada je napovedala vstop raket v uporabo do konca leta 2022. 16. avgusta 2022 je bila podpisana državna pogodba za proizvodnjo in dobavo strateškega raketnega sistema Sarmat. Serijska proizvodnja poteka v Krasmašu, Krasnojarsk.
Po besedah ruskega ministrstva za obrambo je raketa odgovor Rusije na ameriški sistem "Hitrega globalnega udara".
Špekulira se, da bi lahko Sarmat letel po trajektoriji čez južni pol in bi bil tako popolnoma imun na katerikoli obstoječi sistem raketne obrambe in da bi lahko imel zmožnost delnega orbitalnega bombardiranja. Raketa lahko premaga sisteme raketne obrambe, ker motorji zagotavljajo nekoliko manj moči, kot je potrebno za dostavo jedrskih bojnih glav v krožno orbito. Na ta način lahko raketa napade ameriško ozemlje ne v najkrajši smeri, ampak v katerokoli smeri, vključno čez južni pol in na ta način zaobide ameriški sistem raketne obrambe, oblikovan za trajektorije običajnih MBR, izstreljenih iz Evrazije čez severni pol.
V realnosti je Sarmat bil uspešno izstreljen samo enkrat v poskusu leta 2022. Od takrat naprej Rusija trdi, da je v »bojni pripravljenosti«, vendar so bili vsi izmed sledečih štirih poskusnih izstrelitev neuspešni. Zadnji poskus septembra 2024 je povzročil popolno uničenje silosa.